# Knock out
Knock out is een Engelstalige single van de Belgische band Der Polizei uit 1983.
Het nummer kwam binnen op 25 juni 1983 in de Belgische hitparade en bereikte een 35ste plaats.
Producers waren Evert Verhees en Kevin Mulligan. Het nummer verscheen niet op album.
De  B-kant van de single was het liedje Dog day.